# Corte Superior de Justicia de San Martín
La Corte Superior de Justicia de San Martín es el tribunal de apelación cuya sede es la ciudad de Moyobamba, capital del departamento homónimo y cuya competencia se extiende a todo el Distrito Judicial de San Martín. Fue creada el 11 de diciembre de 1935 durante el gobierno de Oscar R. Benavides. Está compuesta por un total de 6 salas superiores que conocen en segunda instancia las sentencias expedidas por los juzgados especializados del distrito judicial.

## Historia
La Corte Superior de Justicia de San Martín fue creada mediante Ley N° 9362 del 11 de diciembre de 1935. De esta manera, se separaban los territorios del recientemente creado departamento de San Martín de la competencia de la Corte Superior de Justicia de Loreto. Tras ser finalmente promulgada y ejecutada en 1942, se instaló el 2 de mayo de ese año durante el primer gobierno de Manuel Prado Ugarteche. Su primer presidente fue el doctor Rodolfo Ríos Padilla. Como relator fue elegido el doctor César Gonzales Pacheco y como secretario Juan Pio Castro Fernandini. En dicha sesión se dejó constancia que no es posible elegir vocales suplentes por no existir abogados con estudio abierto en la localidad.

## Competencia territorial
Según la organización territorial inicial, las Cortes Superiores tenían competencia territorial en el departamento de su sede, el mismo que se correspondía con un determinado Distrito Judicial. Sin embargo, esta división fue modificándose paulatinamente por razones de cercanía comunicativa. En la actualidad la Corte Superior de Justicia de San Martín es la confirmación de esa regla al tener competencia territorial sobre todo el territorio del departamento de San Martín además de la provincia de Alto Amazonas del departamento de Loreto debido a la mayor facilidad comunicativa que tiene dicha provincia y su capital Yurimaguas con Moyobamba en vez de Iquitos.

## Composición
La Corte Superior de Justicia de San Martín está conformada por 3 salas superiores:
- 1 Sala Mixta con sede en Moyobamba
- 1 Sala Penal con sede en Moyobamba
- 1 Sala Mixta con sede en Tarapoto
- 2 Salas Penales con sede en Tarapoto
- 1 Sala Mixta con sede en Juanjuí

Cada Sala está conformada por tres jueces superiores que, en el Perú, reciben la denominación de "vocales superiores". La reunión de todos los vocales superiores constituyen la "Sala Plena" que es el máximo órgano deliberativo de la Corte Superior.

## Presidente de la Corte Superior
De conformidad con los artículos 38 y 45 de la Ley Orgánica del Poder Judicial, los vocales eligen un Presidente de la Corte Superior. En el caso de San Martín, la elección se realiza el primer jueves del mes de diciembre cada dos años mediante votación secreta de los vocales superiores titulares.
El actual Presidente de la Corte Superior es el doctor Walter Francisco Ángeles Bachet.